# 趙舒翹
趙舒翹（1848年—1901年），字展如，號琴舫，晚號慎齋，陝西長安縣人，晚清大臣。八國聯軍後，庚子拳亂時支持義和團殺害外國人，八國聯軍時隨慈禧西逃，後在《辛丑和約》第二條被指為戰犯應予賜死，由此自盡多次但未死，被岑春煊命士兵將之悶死。

## 生平
同治十三年（1874年）進士，授刑部主事。光緒八年（1882年）起，歷任刑部員外郎、湖廣司郎中、安徽鳳陽知府、浙江溫州道、浙江布政使。二十一年，任江蘇巡撫。二十三年，內召入京，任刑部左侍郎兼禮部左侍郎，次年升刑部尚書。二十五年，任總理各國事務衙門大臣、軍機大臣兼管順天府尹事。
光绪二十五年（1899年），庚子拳亂爆發，與大學士剛毅奉旨調查回奏。趙認為「拳匪不可恃」，但屈從剛毅，遂提出「撫而用之，統以得帥，編入行伍」、「因勢利導」的招安政策。二十六年，八國聯軍陷北京，隨慈禧太后逃至西安。
《辛丑條約》簽訂時，聯軍指趙為拳亂「禍首」，逼清政府嚴懲。慈禧太后把趙的「革職留任」，改「交部嚴懲」，再改「斬監候」，最後定「斬立決」。西安紳民聞訊，連署為趙請命，願以全城之命，保其免死。太后不敢將其押往刑場，怕引發民變，命「賜死於其門第」，令陝西巡撫岑春煊監督執行。
趙素來體健，試吞黃金、吞鴉片、服砒霜，十幾個小時皆不死，痛苦不堪。後岑春煊施以「糊加官」，命武士以燒酒噴紙，糊其七竅方才窒息身亡。

## 事跡
任職刑部時，趙舒翹執法嚴謹，昭雪不少冤案。如河南的「王樹汶案」，趙力拒朝廷權貴的阻力，將王樹汶釋放，處死真犯胡體安，並把枉判的河道總督梅啟照、河南巡撫李鶴年，以及開封府、鎮平縣一批官員革職論處。然而在其任內亦加速處決了戊戌六君子。

## 著作
趙舒翹於光緒六年（1882年）主編《提牢备考》，是中国首部监狱法规汇编。